# Юхты
Юхты (укр. Юхти) — село,
Коровинский сельский совет,
Недригайловский район,
Сумская область,
Украина.
Код КОАТУУ — 5923583413. Население по переписи 2001 года составляло 30 человек .
Найдена на специальной карте Западной части России Шуберта 1826-1840 годов как хутор Юхтин

## Географическое положение
Село Юхты находится на расстоянии в 1 км от сёл Муховатое и Тимощенково.
По селу протекает пересыхающий ручей с запрудой.